# Плеске, Эдуард Дмитриевич
Эдуард Дмитриевич Плеске (нем. Eduard Theodor Pleske; 1852—1904) — государственный деятель Российской империи, управляющий Государственным банком (1894—1903), министр финансов (1903—1904), член Государственного совета (с 1904); тайный советник (с 1896).
Брат учёного-зоолога Фёдора Эдуардовича Плеске.
Его дядя — Константин Дмитриевич Плеске (1828—1903) был известным фабрикантом, совладельцем Бронзовой фабрики Товарищества Генке, Плеске, Морана (бывший Гальванопластический завод герцога Лейхтенбергского).

## Биография
Родился 25 октября (6 ноября) 1852 года в семье генерал-майора Эдуарда Людвига Плеске (1817/1818—1873), офицера различных сапёрных подразделений, а затем чиновника по интендантскому ведомству, и его жены Маргариты Елизаветы Оом (1822—1880), дочери педагога Анны Фёдоровны Оом.
Образование получил в Императорском Александровском лицее.
По выходе из лицея с малой золотой медалью и чином IX класса в начале 1873 года поступил на службу по министерству финансов, где прошёл все степени служебной иерархии. Первую половину своего служебного поприща он проходил в департаменте окладных сборов; в марте 1888 года был назначен вице-директором этого департамента. Спустя год был переведён в кредитную канцелярию — сперва вице-директором. В 1891 году был командирован в Париж в связи с реализацией российских «золотых» займов. В начале 1892 года занял важную и влиятельную должность директора Особенной канцелярии по кредитной части и, одновременно, управляющего делами Комитета финансов. С переходом в кредитную канцелярию он стал одним из ближайших сотрудников тогдашнего министра финансов И. А. Вышнеградского в банковской политике.
С 1894 по 1903 год был управляющим Государственным банком Российской империи. В этот период была осуществлена реформа Государственного банка (разработка и внедрение Устава банка 1894 года, передача банку эмиссионного права в ходе денежной реформы 1895—1897 гг., расширение кредитования промышленности и сельского хозяйства). При нём проводились мероприятия Министерства финансов периода экономического кризиса рубежа: интервенционные синдикаты для поддержания котировок российских ценных бумаг на Санкт-Петербургской бирже (1899—1900); санация банковско-промышленной группы Л. С. Полякова (в 1901—1903).

Плеске был человек более культурный, более способный, с большой выдержкой, весьма чистый, честный и благородный человек, но с немецким умом, который имеет то преимущество, что он ограничивает полёт мысли, а с другой стороны, тот недостаток, что у лиц с немецким умом часто не хватает надлежащего полёта мысли.— Витте С. Ю. 1849—1894: Детство. Царствования Александра II и Александра III, глава 16 // Воспоминания. — М.: Соцэкгиз, 1960. — Т. 1. — С. 345. — 75 000 экз.
16 (29) августа 1903 года был назначен управляющим Министерством финансов, сменив на этом посту Сергея Витте. Однако через полгода 4 февраля 1904 года из-за болезни ушёл в отставку. 
Был награждён рядом высших орденов Российской империи: Св. Анны 1-й степени и Св. Станислава 1-й степени.
Состоял уполномоченным дирекции Московского отделения ИРМО в Главной дирекции общества.
Умер 26 апреля (9 мая) 1904 года. Похоронен на Смоленском евангелическом кладбище.

## Семья
Жена — Мария Ильинична Сафонова (1859—1944, Кисловодск), дочь генерала Ильи Ивановича Сафонова, сестра известного музыканта В.И.Сафонова. Мария Ильинична активно занималась благотворительной деятельностью, долгое время была председателем благотворительного общества при Петроградской богадельне.
Дети:
- Нина (1882—1908)
- Федор (ум. в раннем детстве)
- Борис (1887—1925). Окончил Александровский лицей. Камер-юнкер, чиновник особых поручений Государственного банка. В Первую мировую войну — поручик Кавалергардского полка. Расстрелян 2 июля 1925 года по Делу лицеистов[4][5]. Его жена, Мария Михайловна Плеске (Полозова) умерла в 1942 году в блокаду.
- Алексей (1889—1927). Окончил Александровский лицей. Помощник делопроизводителя Крестьянского поземельного банка.
- Анна (1890—?)
- Дмитрий (1895—1920). Окончил Александровский лицей. Капитан лейб-гвардии Семеновского полка, участник Белого движения. Умер от тифа в марте 1920 года в Ярмолинцах Подольской губернии[6].

## Награды
- Орден Святого Владимира 3-й степени (03.04.1887),
- Орден Святого Станислава 1-й степени (05.04.1892),
- Орден Святой Анны 1-й степени (18.04.1899),
- Орден Святого Владимира 2-й степени (14.02.1902).

Иностранные:
- Французский орден Почётного легиона, командорский крест (1897),
- Персидский орден Льва и Солнца 1-й степени (1900),
- Бухарский орден Золотой звезды 1-й степени с алмазами (1902).